# Кастельно-де-Брассак
Кастельно́-де-Брасса́к (фр. Castelnau-de-Brassac) — колишній муніципалітет у Франції, у регіоні Окситанія, департамент Тарн. Населення — 759 осіб (2011).
Муніципалітет був розташований на відстані близько 580 км на південь від Парижа, 90 км на схід від Тулузи, 45 км на південний схід від Альбі.

## Історія
До 2015 року муніципалітет перебував у складі регіону Південь-Піренеї. Від 1 січня 2016 року належав до нового об'єднаного регіону Окситанія.
1 січня 2016 року Кастельно-де-Брассак, Феррієр i Ле-Марньє було об'єднано в новий муніципалітет Фонтріє.

## Демографія
Динаміка населення (INSEE ):
Розподіл населення за віком та статтю (2006):
| Стать | Всього | До 15 років | 15-24 | 25-44 | 45-64 | 65-85 | Понад 85 |
| --- | ------ | ----------- | ----- | ----- | ----- | ----- | -------- |
| Чоловіки | 400    | 32          | 36    | 72    | 144   | 104   | 12       |
| Жінки | 372    | 64          | 20    | 84    | 120   | 80    | 4        |
| \| Статево-вікова піраміда \| Статево-вікова піраміда \| Статево-вікова піраміда \| \| ----------------------- \| ----------------------- \| ----------------------- \| \| Чоловіки \| Вік \| Жінки \| \| 12 \| 85 + \| 4 \| \| 20 \| 80-84 \| 4 \| \| 40 \| 75-79 \| 16 \| \| 36 \| 70-74 \| 40 \| \| 8 \| 65-69 \| 20 \| \| 32 \| 60-64 \| 24 \| \| 36 \| 55-59 \| 44 \| \| 40 \| 50-54 \| 28 \| \| 36 \| 45-49 \| 24 \| \| 36 \| 40-44 \| 36 \| \| 24 \| 35-39 \| 24 \| \| 8 \| 30-34 \| 16 \| \| 4 \| 25-29 \| 8 \| \| 16 \| 20-24 \| 12 \| \| 20 \| 15-20 \| 8 \| \| 12 \| 10-14 \| 24 \| \| 12 \| 5-9 \| 28 \| \| 8 \| 0-4 \| 12 \| |        |             |       |       |       |       |          |
| Статево-вікова піраміда |        |             |       |       |       |       |          |
| Чоловіки | Вік    | Жінки       |       |       |       |       |          |
| 12 | 85 +   | 4           |       |       |       |       |          |
| 20 | 80-84  | 4           |       |       |       |       |          |
| 40 | 75-79  | 16          |       |       |       |       |          |
| 36 | 70-74  | 40          |       |       |       |       |          |
| 8 | 65-69  | 20          |       |       |       |       |          |
| 32 | 60-64  | 24          |       |       |       |       |          |
| 36 | 55-59  | 44          |       |       |       |       |          |
| 40 | 50-54  | 28          |       |       |       |       |          |
| 36 | 45-49  | 24          |       |       |       |       |          |
| 36 | 40-44  | 36          |       |       |       |       |          |
| 24 | 35-39  | 24          |       |       |       |       |          |
| 8 | 30-34  | 16          |       |       |       |       |          |
| 4 | 25-29  | 8           |       |       |       |       |          |
| 16 | 20-24  | 12          |       |       |       |       |          |
| 20 | 15-20  | 8           |       |       |       |       |          |
| 12 | 10-14  | 24          |       |       |       |       |          |
| 12 | 5-9    | 28          |       |       |       |       |          |
| 8 | 0-4    | 12          |       |       |       |       |          |

## Економіка
У 2007 році серед 471 особи у працездатному віці (15-64 років) 337 були активні, 134 — неактивні (показник активності 71,5 %, у 1999 році було 70,0 %). З 337 активних працювало 305 осіб (178 чоловіків та 127 жінок), безробітних було 32 (15 чоловіків та 17 жінок). Серед 134 неактивних 30 осіб було учнями чи студентами, 59 — пенсіонерами, 45 були неактивними з інших причин.
У 2010 році в муніципалітеті числилось 364 оподатковані домогосподарства, у яких проживали 805,0 особи, медіана доходів виносила 14 067 євро на одного особоспоживача